# 德斯赫诺凯
德斯赫诺凯（Deshnoke），是印度拉贾斯坦邦Bikaner县的一个城镇。总人口15791（2001年）。著名的景點卡爾尼·瑪塔神廟位於此，裡頭住有上萬隻老鼠。

## 人口
该地2001年总人口15791人，其中男性8077人，女性7714人；0—6岁人口2973人，其中男1528人，女1445人；识字率50.94%，其中男性为59.99%，女性为41.47%。